# Iria Fariñas
Iria Fariñas Gutiérrez (San Agustín del Guadalix, 1996) es una escritora española.

## Biografía
Iria Fariñas nació en un pueblo de la Sierra Norte de Madrid en 1996. Actualmente, escribe, performa y estudia Filosofía.
Ha publicado varios poemarios y dos libros de relatos, siendo los últimos títulos La nieve brota en cautiverio (ed. Valparaíso)  y Ruido de cicatriz (ed. InLimbo). Ganó el Premio Incendiario de Poesía con quién extrajo el hueso (ed. L’ecume) y el Premio de Literatura Breve de Mislata con Formas de quedarse en el borde (Ayto. de Mislata, 2023). Finalista de premios como el de microrrelato IASA en 2019, el Valparaíso, el Marpoética, el Loewe y el Irreconciliables en 2022, así como varias veces en concursos de poemas de Zenda y finalista (en 2023) y ganadora (en 2024) del Premio Energheia con el relato Nido de aviones.
Aparece en diversas revistas y fanzines, como Quimera, Caracol nocturno, Zéjel, Digo Palabra Txt, Casapaís, La gran belleza, Poesía 90, Ulrica, y 52 semanas, entre otros, así como en la antología de microrrelato Libertad de movimiento (Páginas de Espuma). Ha participado en festivales como el Vociferio, el Marpoética, el Eñe, el de Poesía Joven de Alcalá , y el Alto Palancia Lit Fest.
Su performance gota espejo bisagra fue ganadora del concurso de proyectos escénicos Alacant a escena  y seleccionada para los premios WeNow en la categoría de Artes Escénicas.
Ha figurado en Vudú (3318) Blixen de Angélica Liddell en Condeduque, así como en los cortometrajes Absolute love de Carlo Aventi y Un rayo que no cesa de Sam Molina en 2022. Dirigió el videoclip Soñar del grupo La punta de un sauce verde en 2023.
Ha colaborado con las revistas Poscultura y Altavoz Cultural escribiendo reseñas y artículos.
Organizó el ciclo poético La sed  en Aracataca (Alicante) durante cinco años. 
Fue finalista del IX Premio de novela juvenil Jordi Sierra i Fabra.

## Obra

### Poesía
- La nieve brota en cautiverio (Valparaíso, 2024). [14]
- quién extrajo el hueso (L'ecume, 2022).[15]
- Formas de quedarse en el borde (Ayuntamiento de Mislata, 2023)
- Las huellas deshabitadas (Talón de Aquiles, 2021).
- Antinomia (Postdata ediciones).
- Ayer ya será tarde (La poesía mancha).
- Vista aérea (Entre Ríos, 2022).[16]

### Narrativa
- Ruido de cicatriz (InLimbo ediciones, 2022).
- Gritar en voz baja  (Entre Ríos, 2021).

### Performance
- gota espejo bisagra, 2023.

### Premios
- Premio Incendiario de Poesía 2022.
- Premio de Literatura Breve Vila de Mislata 2023. [17]
- Premio de Proyectos escénicos Alacant a escena 2023.